# Colisión aérea de Nueva York de 1960
La colisión aérea de Nueva York de 1960 se produjo el 16 de diciembre de ese año cuando un avión Douglas DC-8 (vuelo 826 de United Airlines) con destino al Aeropuerto Idlewild (más tarde llamado Aeropuerto Internacional John F. Kennedy) en la ciudad de Nueva York (EE. UU.), chocó en el aire con un Lockheed L-1049 Super Constellation (vuelo 266 de Trans World Airlines) que descendía hacia el aeropuerto LaGuardia. Uno de los aviones se estrelló en Staten Island, el otro en Park Slope (Brooklyn) matando a las 128 personas en ambos aviones y seis personas en tierra. El accidente se conoció también como el accidente aéreo de Park Slope. En Staten Island, se conoció como el accidente de Miller Field.
Fue el desastre aéreo más grave de 1960. Este accidente fue considerado el desastre aéreo más mortífero de la historia hasta 1969, cuando el vuelo 742 de Viasa se salió de la pista de despegue falleciendo 155 personas.

## Aeronaves

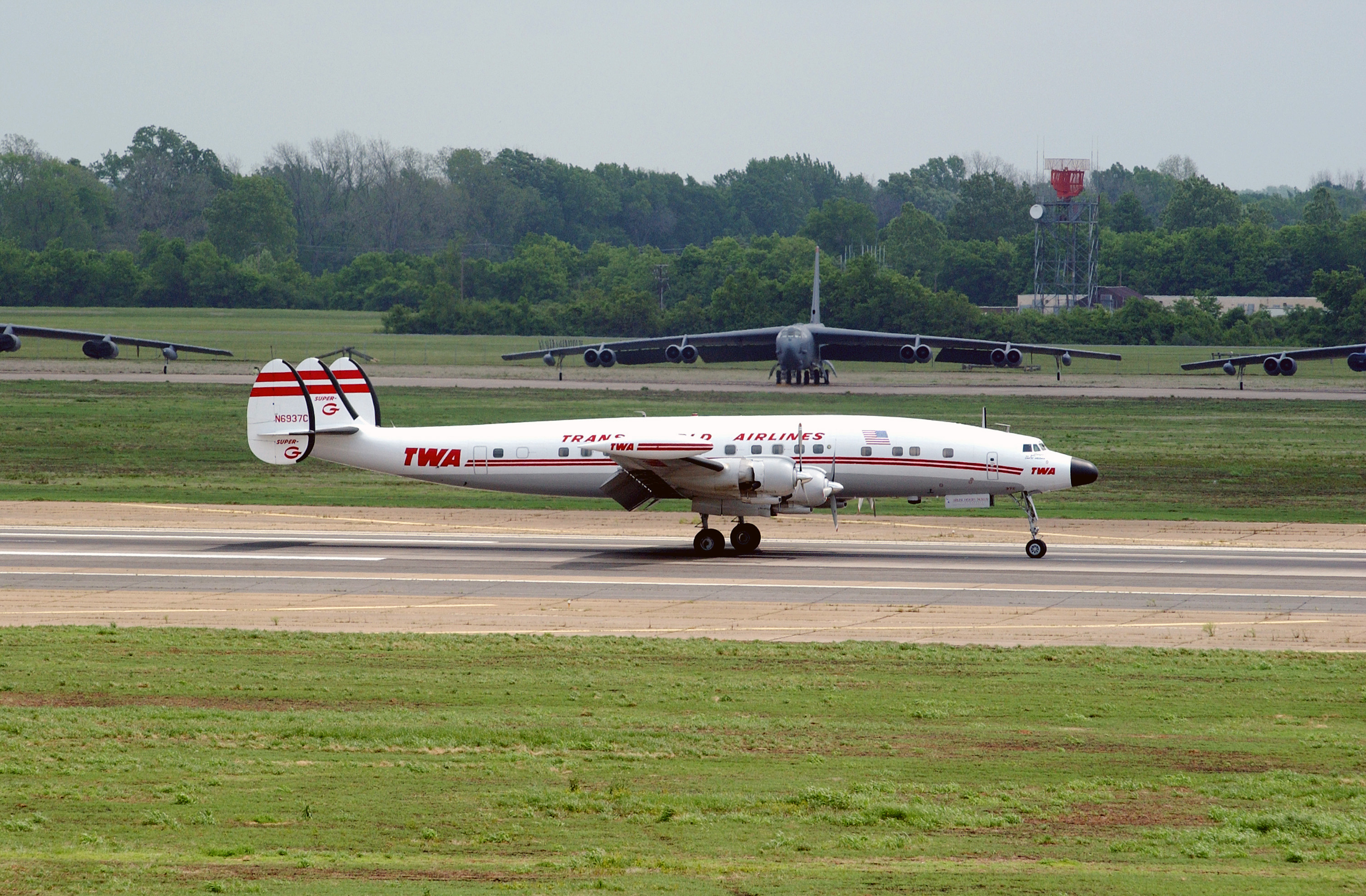
Lockheed L-1049 Super Constellation de TWA similar al implicado.

### Vuelo 826 de United Airlines
El vuelo 826 de la aerolínea United, "Mainliner Will Rogers", registro N8013U, era un Douglas DC-8-11 que transportaba a 84 personas en ruta desde el Aeropuerto Internacional O'Hare en Chicago al Aeropuerto Idlewild. El modelo DC-8 había entrado en servicio comercial solo 15 meses antes, con United como uno de sus clientes de lanzamiento. En el vuelo 826, la tripulación del vuelo estaba compuesta por el capitán Robert Sawyer, el primer oficial Robert Fieberg, el ingeniero de vuelo Richard Pruitt y las azafatas Annabelle Marie Bothun, Augustine Ferrer, Patricia Keller y Mary Mahoney.

### Vuelo 266 de TWA
El vuelo 266 de Trans World Airlines, "Star of Sicily", registro N6907C, era un Lockheed L-1049 Super Constellation que transportaba a 44 personas en ruta desde Dayton y Columbus, Ohio, hasta el aeropuerto LaGuardia en Queens. La tripulación de vuelo del vuelo 266 eran el capitán David Wollam, el primer oficial Dean Bowen, el ingeniero de vuelo LeRoy Rosenthal y las azafatas Margaret Gernat y Patricia Post.

## Colisión

Rutas de vuelo de las dos aeronaves involucradas. En naranja la ruta del Vuelo 826 de United Airlines, y en amarillo la ruta del Vuelo 266 de TWA.

A las 10:21 AM hora del este, United 826 informó a la radio ARINC, que transmitía el mensaje al mantenimiento de UAL, que uno de sus receptores VOR había dejado de funcionar. El controlador aéreo (ATC), sin embargo, no fue informado de esa deficiencia en la navegación, lo que hizo mucho más difícil para los pilotos del vuelo 826 identificar la intersección de Preston, más allá de la cual no había recibido autorización adicional.
A las 10:25 a. m., hora del este, el control de tráfico aéreo emitió una autorización revisada para que el vuelo acortara su curso hasta el punto de espera de Preston (cerca de South Amboy, Nueva Jersey) en 19 kilómetros (12 millas). Esa autorización incluía instrucciones de espera específicas (un patrón de espera en una pista de carreras estándar) para el vuelo 826 de UAL, cuando llegó a la intersección de Preston. Se esperaba que el vuelo 826 redujera su velocidad mucho antes de alcanzar esa solución de mantenimiento, a una velocidad de mantenimiento estándar de no más de 210 Kts. Sin embargo, se calculó que el vuelo tenía una velocidad de 301 Kts, en el momento en que colisionó con el vuelo TWA, varias millas más allá del límite de autorización de Preston.
Durante la investigación del accidente, United afirmó que el equipo Colts Neck VOR no era confiable (los pilotos declararon en ambos lados del asunto).  ("Preston" fue el punto donde la vía aérea V123, la radial 050 del Robbinsville VOR, cruzó la radial Solberg de 120 grados y la radial de 346 grados de Colts Neck). Sin embargo, el informe final del CAB no encontró tal problema con los Colts Neck VOR.
Las condiciones prevalecientes fueron lluvia ligera y niebla (que habían sido precedidas por nevadas). De acuerdo con la información del FDR del DC-8, el avión estaba a 12 millas (19 km) de su rumbo y durante 81 segundos, descendió a 3,600 pies por minuto (18 m/s) a la vez que disminuyó de más de 400 nudos a 301 nudos. En el momento de la colisión con el Super Constellation, un motor derecho del DC-8 impactó justo por delante de las alas del Super Constellation, destrozando esa parte del fuselaje del Super Constellation. Ese impacto inicial también arrancó ese motor a reacción, desde su pilón.
El Super Constellation entró en barrena de inmediato, y más pedazos continuaron cayendo desde la aeronave cuando se desintegró durante su espiral hacia el suelo. El DC-8, habiendo perdido un motor y gran parte del ala derecha, logró permanecer en vuelo durante otro minuto y medio.
El avión TWA se estrelló en la esquina noroeste de Miller Field, a 40º 34′11.07" N 74° 6′11.62" W, con algunas secciones de la aeronave estrellándose en el puerto de Nueva York en el lado del Océano Atlántico. Al menos un pasajero salió despedido y cayó en un árbol antes de que los restos impactaran en el suelo.
El accidente dejó los restos de la aeronave DC-8 apuntando al sureste hacia un gran campo abierto en Prospect Park, a solo unas cuadras del lugar del impacto. Un estudiante de la escuela que vivía en uno de los edificios de apartamentos destruidos dijo que su familia sobrevivió porque se encontraban en la única habitación de su apartamento que no fue destruida. El choque dejó una zanja que cubría la mayor parte de la longitud del centro de Sterling Place. Los ocupantes de la escuela pensaron que había estallado una bomba o que la caldera del edificio había explotado.
No hubo contacto por radio con los controladores de tráfico de ninguno de los dos aviones después de la colisión, aunque LaGuardia había comenzado a rastrear un avión no identificado, entrante y en movimiento rápido desde Preston hacia el marcador exterior "Flatbush" de LaGuardia.
El DC-8 se estrelló en la sección Park Slope de Brooklyn en la intersección de Seventh Avenue y Sterling Place (40° 40′38″ N 73° 58′25″ W), dispersando escombros e incendiando diez edificios de apartamentos de piedra rojiza, la iglesia Pillar of Fire, la funeraria McCaddin, una lavandería china y una tienda de delicatessen. Seis personas en tierra murieron.

## Supervivientes
El que inicialmente fue el único sobreviviente fue Stephen Baltz de Wilmette, Illinois, de 11 años, que viajaba solo en el vuelo 826 para pasar la Navidad en Yonkers con familiares; cuando el avión cayó y se estrelló Stephen fue catapultado a un banco de nieve que apagó su ropa en llamas; aunque vivo y consciente, murió al día siguiente debido a sus graves quemaduras.

## Resultado de la Investigación
La causa probable del accidente fue:
"... El vuelo 826 de United avanzó más allá de su límite de espacio libre y los límites del espacio aéreo asignado al vuelo por el Control de Tráfico Aéreo. Un factor contribuyente fue la alta velocidad del United DC-8 cuando se aproximaba a la intersección de Preston, junto con el cambio de espacio que redujo la distancia en ruta a lo largo de Victor 123 en aproximadamente 11 millas".